# Paul Petter Waldenström
Paul Petter Waldenström (20. juli 1838 i Luleå - 14. juli 1917) var en svensk teolog, frikirkemand og politiker.
1864 blev han præst, samme år lektor i Umeå og 1874 lektor i teologi, græsk og hebraisk i Gefle. 1905 fik han sin afsked med pension. Waldenström kom tidlig ind i stærke, religiøse brydninger, var en stund påvirket af Rosenius, men brød sig så selv en bane. 1872 fremsatte han en subjektiv forsoningslære, som vakte megen modstand og gav anledning til store stridigheder. Den nyevangeliske, frikirkelige retning i Sverige sluttede sig gennemgående til Waldenströms anskuelser, og efterhånden blev han dragen bort fra statskirken, således at han til sidst 1882 nedlagde sit præsteembede.
Oprindelig tog Waldenström ivrig del i Evangeliska Fosterlandsstiftelsens arbejde, men også her kom det til en udskillelse 1878, idet Waldenströms parti trådte ud og dannede Svenska Missionsförbundet, inden for hvilket Waldenström kom til at spille en fremtrædende rolle, også som prædikant. Missionsförbundet var en sammenslutning af lokale foreninger, hvis medlemmer ikke trådte ud af statskirken, men selv uddelte nadveren og øvede kirketugt. Hans kirkelige og teologiske anskuelser vandt indgang også uden for Sveriges grænser, navnlig i de nordamerikanske fristater, som han 1889 aflagde et længere besøg.
1884—1905 havde Waldenström sæde i rigsdagen. I denne stilling har han arbejdet for frikirkelige love, for indførelse af fakultativt borgerligt ægteskab, for afholdssagen, for skolevæsenet og for forsvarssagen. Waldenström har været en meget frugtbar forfatter. En mængde større og mindre værker, avisartikler og tidsskriftafhandlinger foreligger fra hans hånd, og han førte sine meninger frem med stor djærvhed og energi. Blandt hans skrifter kan nævnes Andliga sånger (1872), Predikningar (1876), Guds eviga frälsningsråd (1891) og en oversættelse af det nye Testamente med anmærkninger (1883 ff.).